# تيري ميلر
تيري ميلر (بالإنجليزية: Terry Miller)‏ هو شخصية أعمال وسياسي أمريكي، ولد في 10 نوفمبر 1942 في سان فرانسيسكو في الولايات المتحدة، وتوفي في 13 أبريل 1989 في سياتل في الولايات المتحدة. حزبياً، نشط في الحزب الجمهوري. وقد انتخب Lieutenant Governor of Alaska ‏ (4 ديسمبر 1978 – 6 ديسمبر 1982) وانتخب عضو مجلس ولاية ألاسكا.